# Rhizoctonia menthae
Rhizoctonia menthae är en svampart som beskrevs av Berk. & Broome 1861. Rhizoctonia menthae ingår i släktet Rhizoctonia och familjen Ceratobasidiaceae.   Inga underarter finns listade i Catalogue of Life.